# Courtney John Lock
Courtney John Lock (Harare, Zimbabue, 18 de octubre de 1996) es un tenista profesional zimbabuense. Es miembro del Equipo de Copa Davis de Zimbabue.
Su ranking ATP más alto en individuales fue el número 1214 logrado el 27 de febrero de 2023, mientras que su ranking ATP más alto en dobles fue el número 231 alcanzado el 31 de octubre de 2022.
Su hermano meyor Benjamin Lock también juega al tenis.

## Títulos ATP Challenger (1; 0+1)

### Dobles (1)
| N.º | Fecha               | Torneo | Superficie    | Pareja        | Oponentes en la final       | Resultado        |
| --- | ------------------- | ------ | ------------- | ------------- | --------------------------- | ---------------- |
| 1.  | 22 de junio de 2024 | Blois  | Tierra batida | Benjamin Lock | Corentin Denolly Arthur Gea | 1-6, 6-3, [10-4] |